# Allsvenskan i ishockey 1999
Allsvenskan i ishockey 1999 spelades 24 januari-6 mars 1999 mellan de två bästa lagen från respektive grundserie i Division I. Från den norra serien deltog Timrå och Sundsvall, från den västra serien hade Mora och Arboga kvalificerat sig, medan Södertälje och Huddinge gått vidare från den östra serien, slutligen deltog även Linköping och Troja från den södra serien. Det var det sista året serien spelades som en slutspelsserie i Division I, från och med nästa säsong blir Allsvenskan en egen serie. Alla lag från årets Allsvenskan är kvalificerade för den nya serien.
Timrå räknades som förhandsfavoriter och förväntningarna var stora i Medelpad som dessutom skulle få två derbymatcher med Sundsvall som också kvalificerat sig för Allsvenskan. Men Timrå höll inte för trycket, av de nio första matcherna förlorade man fem och även om man bättrade sig slutade man inte bättre än fyra i serien. Istället var det Södertälje som överraskande tog hem segern på målskillnad före Linköping. Södertäljes center Joakim Eriksson var en stor orsak till succén. Med 25 poäng (13+12) på 14 matcher vann han poängligan. Linköping gjorde också en bra insats och förlorade endast två matcher och tillsammans med Södertälje fick de platserna i Kvalserien. Enda hotet mot topplagen var Tommy Sandlins hårt tränande lag från Mora som slutade trea. Tillsammans med Timrå, Troja och Sundsvall fick de en plats i playoff.

## Tabell
| Nr | Lag                 | S  | V | O | F | GM | IM | MS  | P  |
| -- | ------------------- | -- | - | - | - | -- | -- | --- | -- |
| 1  | Södertälje SK       | 14 | 9 | 3 | 2 | 58 | 31 | +27 | 21 |
| 2  | Linköpings HC       | 14 | 9 | 3 | 2 | 52 | 36 | +16 | 21 |
| 3  | Mora IK             | 14 | 7 | 4 | 3 | 46 | 28 | +18 | 18 |
| 4  | Timrå IK            | 14 | 6 | 1 | 7 | 39 | 34 | +5  | 13 |
| 5  | IF Troja-Ljungby    | 14 | 4 | 4 | 6 | 33 | 44 | −11 | 12 |
| 6  | IF Sundsvall Hockey | 14 | 3 | 5 | 6 | 35 | 46 | −11 | 11 |
| 7  | Huddinge IK         | 14 | 3 | 3 | 8 | 27 | 35 | −8  | 9  |
| 8  | IFK Arboga IK       | 14 | 2 | 3 | 9 | 28 | 64 | −36 | 7  |